# Anatoli Skripko

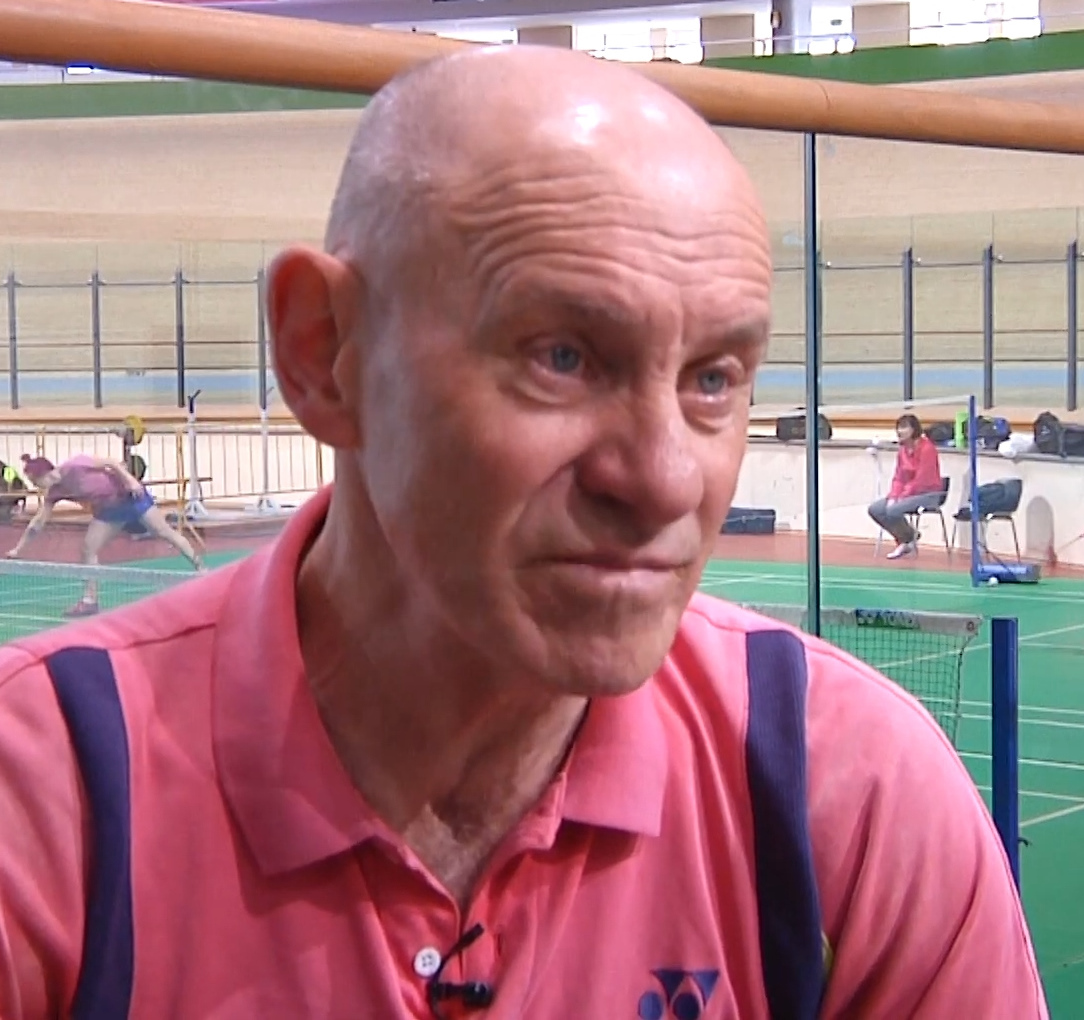
Anatoli Skripko (2019)

Anatoli Wassiljewitsch Skripko (geboren 14. Dezember 1952; russisch Анатолий Васильевич Скрипко, englische Transkription Anatoliy Skripko) ist ein belarussischer Badmintonspieler.

## Karriere
Anatoli Skripko gewann 1975 erstmals die USSR International sowie die nationalen Titelkämpfe in der Sowjetunion. Des Weiteren siegte er bei den Czechoslovakian International, Cyprus International, Bulgarian International und den Romanian International. Bei der Badminton-Europameisterschaft 1982 wurde er Fünfter. In Belarus gewann er 50 Titel der Sowjetrepublik. Zum Ende seiner sportlichen Karriere startete er in Bulgarien und kehrte danach als Cheftrainer der weißrussischen Nationalmannschaft in seine Heimat zurück.